# Avril Coleridge-Taylor
Avril Coleridge-Taylor, née Gwendolen Coleridge-Taylor le 8 mars 1903 à Londres et morte le 21 décembre 1998, est une pianiste, cheffe d'orchestre et compositrice anglaise. Elle est la première femme à diriger l'orchestre du HMS Royal Marines et plusieurs orchestres de renom, et a fondé plusieurs orchestres. Elle a légué d'importantes pièces orchestrales et pour piano. 

## Vie privée

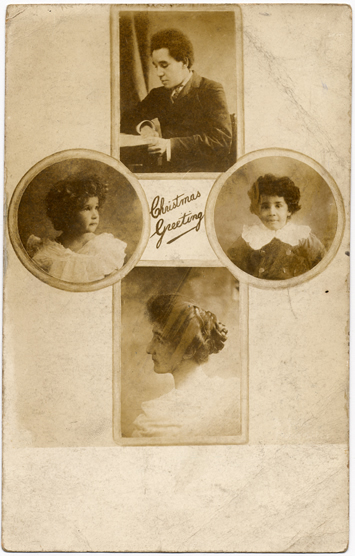
Carte de vœux de la famille Coleridge-Taylor. Avril est dans le médaillon de gauche.

Gwendolen Coleridge-Taylor naît le 8 mars 1903 à South Norwood, à Londres. Elle est la fille du compositeur Samuel Coleridge-Taylor et de sa femme Jessie Walmisley, qui se sont rencontrés alors qu'ils étaient étudiants au Royal College of Music. Avril Coleridge-Taylor a un frère aîné, Hiawatha.
Le 19 avril 1924, Coleridge-Taylor épouse Harold Dashwood dans l'église paroissiale de Croydon. Alors qu'elle compose et dirige jusque là en utilisant son prénom et son nom de jeune fille, après leur divorce elle abandonne son prénom, devenant alors Avril Coleridge-Taylor professionnellement.
Coleridge-Taylor est invitée à une tournée en Afrique du Sud en 1952, pendant la période de l'apartheid, arrivant sur le vol inaugural du jet Comet de Croydon à Johannesburg. À l'origine, elle est favorable ou neutre à l'égard de la ségrégation raciale ; elle est considérée comme étant blanche car ayant au moins trois quarts d'ancêtres blancs. Mais lorsque le gouvernement apprend qu'elle est un quart noire (son grand-père paternel est un créole de Sierra Leone), il ne lui permet pas de travailler comme compositrice ou cheffe d'orchestre. Son fils, Nigel Dashwood, a déclaré : « Elle se considérait comme une Anglaise, pas comme une personne de couleur. Au début, elle n'a pas assumé son ascendance africaine, mais son expérience en Afrique du Sud lui a fait prendre conscience de cette réalité. Cela l'a surprise. Dans le monde de la musique, [elle] était davantage discriminée en tant que femme de couleur qu'en tant que femme. »

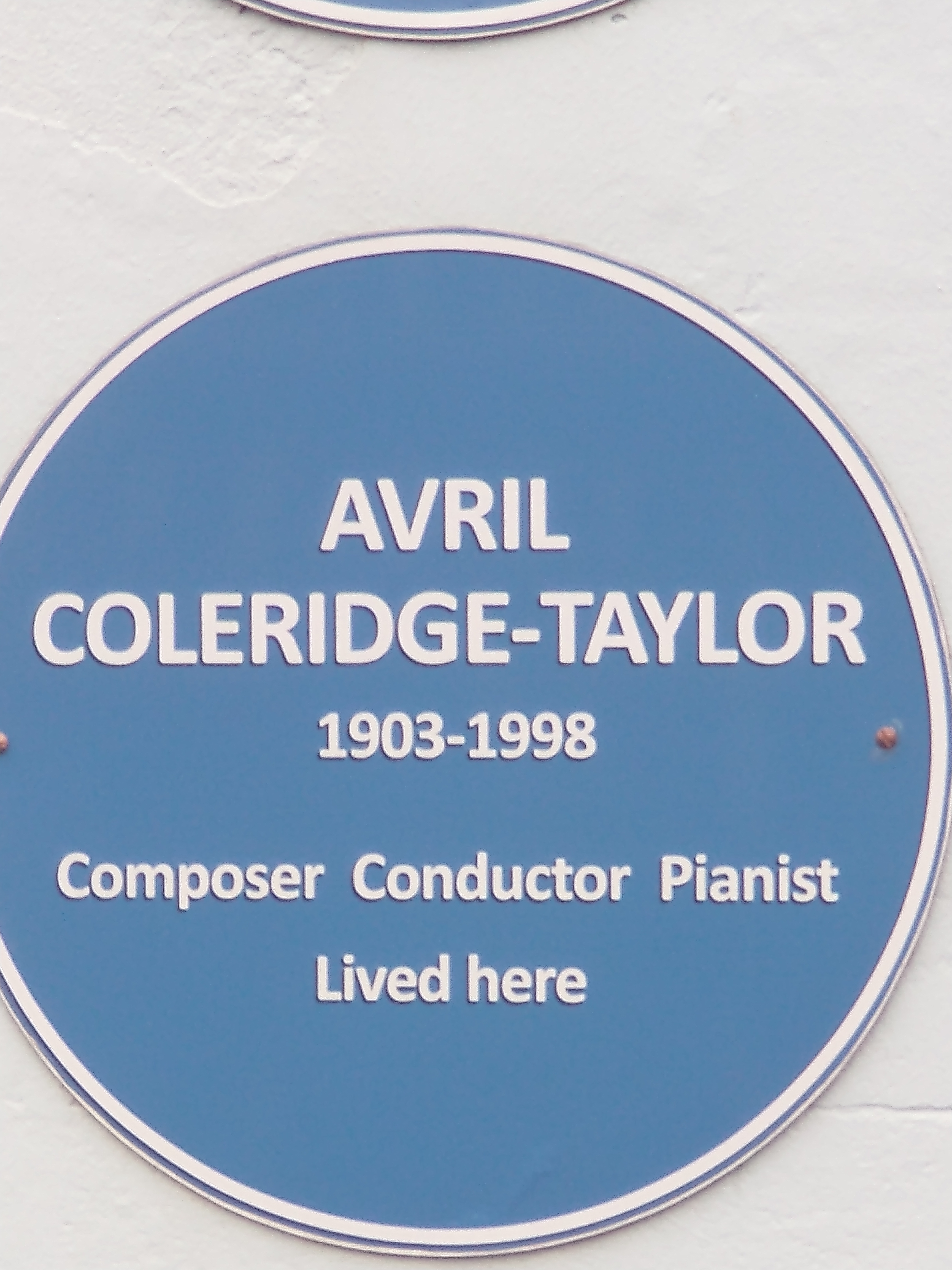
Plaque commémorative à Seaford

Elle meurt à Seaford fin 1998. En 1998, une plaque bleue est placée à la maison de retraite où elle a passé ses derniers jours, Stone's House, Crouch Lane, Seaford. 

## Carrière musicale
Coleridge-Taylor écrit sa première composition, Goodbye Butterfly, à l'âge de douze ans. La même année, en 1915, elle obtient une bourse pour la composition et le piano au Trinity College of Music, où elle a comme maîtres Gordon Jacob et Alec Rowley.
En 1933, Coleridge-Taylor fait ses débuts officiels en tant que cheffe d'orchestre au Royal Albert Hall. Elle est la première femme cheffe d'orchestre du HMS Royal Marines. Elle est fréquemment cheffe d'orchestre invitée du BBC Orchestra (en) et de l'orchestre symphonique de Londres. En 1938, elle est la première femme chef d'orchestre à diriger au kiosque à musique de Hyde Park à Londres. 
Elle est la fondatrice et la cheffe d'orchestre du Coleridge-Taylor Symphony Orchestra et de la société musicale qui l'accompagne en 1941, destinée à donner un emploi aux musiciens pendant la dépression. L'orchestre à son apogée est composé de plus de 100 musiciens dont soixante-dix professionnels et de trente instrumentistes à cordes amateurs « spécialement sélectionnés », et d'un chœur de soixante-dix voix. Elle fonde également le Malcolm Sargent Symphony Orchestra et les New World Singers.
En 1956, Coleridge-Taylor arrange et dirige pour la BBC les spirituals joués dans une version radiophonique de la pièce (aujourd'hui controversée) The Green Pastures de Marc Connelly.  En 1957, elle écrit sa Ceremonial March (marche cérémonielle) pour les célébrations de la fête de l'indépendance du Ghana, à laquelle assiste également Martin Luther King,.
Plus tard dans sa vie, en 1979, elle écrit une biographie de son père, The Heritage of Samuel Coleridge-Taylor (Londres : Dobson, 1979). Le livre évoque sa vie et les souvenirs de son père. 
Elle publie également des compositions sous le pseudonyme de Peter Riley, pour prouver à ses détracteurs que sa musique a son propre mérite, indépendamment du nom de son père. 

## Compositions
Les compositions d'Avril Coleridge-Taylor comprennent d'importantes œuvres orchestrales, ainsi que des chansons, pièces pour piano et de la musique de chambre.
Sa première œuvre orchestrale To April (1929) marque également sa première apparition comme cheffe d'orchestre lorsqu'elle est exécutée deux ans plus tard. Ses autres pièces majeures sont la suite Spring Magic (1933), Sussex Landscape, op 27 (1936), un Concerto pour piano en Fa mineur (1938), From the Hills, In Memoriam RAF et la Golden Wedding Ballet Suite. Les œuvres Wyndore (Windover) et The Elfin Artist sont deux pièces pour chœur et orchestre,.
Historical Episode (1941), l'une de ses plus grandes œuvres, est une impression symphonique d'événements et d'expériences en temps de guerre.

## Postérité
Il y a des signes d'un regain d'intérêt pour son travail au XXIe siècle. Le manuscrit de l'Impromptu en La mineur, Romance de pan, joué pour la première fois en 1922, a été redécouvert dans les collections de la bibliothèque du Royal College of Music et joué à Brighton en 2018. Sussex Landscape est joué le 22 avril 2019 par le Chineke! Orchestra (en) lors d'un concert au Queen Elizabeth Hall, ainsi qu'au Royal Festival Hall en octobre 2020,. 
Wyndore, composé à Alfriston en 1936 et inspiré d'un poème d'Aldous Huxley (« J'ai accordé ma musique aux arbres »), est une chanson de sept minutes sans paroles. Sa première représentation fut organisée par la Philharmonic Society à Birkenhead le 16 février 1937, sous la direction du Dr Teasdale Griffiths. L'orchestre philharmonique royal le rejoue après 82 ans le 7 mars 2020 au Boxgrove Priory de Chichester.
En 2022, ses descendants découvrent des archives d'Avril Coleridge-Taylor contenant de nouvelles œuvres.

## Œuvres

### Musique de chambre
- Idylle pour flûte et piano, op. 21
- Impromptu pour flûte et piano, Op. 33
- Complainte pour flûte et piano, op. 31
- Fantaisie pour violon et piano

### Musique pour piano
- Impromptu, op. 9
- Rhapsodie pour piano, op. 174
- Nocturne pour piano seul
- Étude pour concert

### Musique orchestrale
- Sussex Landscape, (1940) Op. 27
- Wyndore pour chœur et orchestre (1936)
- Concerto en Fa mineur pour piano et orchestre (1938)
- Historical Episode (1941)
- Symphonic Impression (1942)
- Suite de ballet Golden Wedding
- Comète Prélude (1952)
- Marche cérémonielle pour célébrer l'indépendance du Ghana (1957)

### Chansons
- Goodbye Butterfly, op. 1
- Mister Sun, op. 2
- Silver Stars, op. 3
- Who Knows?, Op. 4
- April, op. 5
- The Dreaming Water Lily, Op. 6
- The Rustling of Grass, op. 7 (texte : Alfred Noyes) [23]
- The Entranced Hour, op. 8
- Song, op. 29
- Nightfall, op. 43
- Apple Blossom, op. 44
- Sleeping and Waking, op. 45 [24]